# White goddess
White goddess is een studioalbum van The Enid. The Enid kende een hele lijst met personeelswisselingen en dat is bij dit album niet anders. De gehele (vorige) band is opgedoekt en producer Read keerde terug op basgitaar. Storey was een van de oprichters van The Enid en keerde terug op het nest. Het beoefende genre, progressieve rock is hetzelfde gebleven, maar progressieve muziek bevat het album niet. De muziek blijft steken in de symfonische rock van beginjaren ’70, terwijl de bands die als voorbeeld dienden zoals Barclay James Harvest en Genesis met hun tijd meegingen. Godfrey hield echter vast aan zijn eigen muziek, veelal instrumentale en haast orkestrale rock. De aanduidingen van de titels is uit de klassieke muziek.
Het thema van White goddess is niet positief. Het gaat om het feit dat de mensheid de meest bedreigde diersoort  is, want naast alle gevaren die op hem afkomen is de mensheid ook in staat zichzelf te vernietigen. 
De populariteit van de band nam verder af, net zoals de gezondheid van Godfrey. In 1998 was er ruimte voor slechts één optreden, net als in 1999. In 1999 kwam het verzamelalbum Tears of the sun uit, een terugblik op 25 jaar Enid aangevuld met een nieuwe track, de titel van het album. In 1999 hief Godfrey de band weer op, tijdelijk bleek veel later. 

## Musici
- Robert John Godfrey – toetsinstrumenten
- Grant Jamieson – gitaar
- Max Read – basgitaar, gitaar en zang
- Dave Storey – slagwerk

## Nummers
| Nr. | Titel     | Duur |
| --- | --------- | ---- |
| 1.  | Prelude   |      |
| 2.  | Fantasy   |      |
| 3.  | Riguardon |      |
| 4.  | Sarabande |      |
| 5.  | Waltz     |      |
| 6.  | Ballade   |      |
| 7.  | Gavotte   |      |
| 8.  | Chaconne  |      |
| 9.  | Gigue     |      |
| 10. | Nocturne  |      |